# Nioki flygplats
Nioki flygplats är en flygplats i orten Nioki i Kongo-Kinshasa. Den ligger i provinsen Mai-Ndombe, i den västra delen av landet, 300 km nordost om huvudstaden Kinshasa. Nioki flygplats ligger 318 meter över havet. IATA-koden är NIO och ICAO-koden FZCF. Nioki flygplats hade 298 starter och landningar, samtliga inrikes, med totalt 1 266 passagerare, 13 ton inkommande frakt och 8 ton utgående frakt 2015.